# Graham Livandert
Cet article court présente un sujet plus développé dans : Jean Libert (écrivain) et Gaston Vandenpanhuyse.
Graham Livandert est un pseudonyme collectif utilisé par Jean Libert et Gaston Vandenpanhuyse pour signer des romans publiés dans la collection Espionnage des éditions Fleuve noir.

## Œuvre
- D'où vient la mort ? (1951)
- Mission accomplie (1952)
- Guerre froide (1953)
- Combats clandestins (1953)
- Terre brûlée (1954)
- Prison à vie (1954)
- Réseau de la peur (1955)
- Piège aux tropiques (1955)
- Ultime Appel (1956)
- Laissez-passer spécial (1956)
- Les Carnets bruns (1957)
- Décision ce soir (1957)
- Fers croisés (1958)
- On assassine à Singapour (1958)
- Abîmes de la nuit (1959)
- Agence A.M. 17 (1959)
- Réseau Sinistre (1959)
- Trente heures sans défense (1960)
- Opérations combinées (1960)
- Morts brutales (1961)
- Fuites (1961)
- Feu à volonté (1962)
- Croisade pour un cimetière (1962)
- Les Maîtres clandestins (1964)
- Un espion parle (1965)